# Parawixia
Genre
Parawixia est un genre d'araignées aranéomorphes de la famille des Araneidae.

## Distribution
Les espèces de ce genre se rencontrent en Amérique sauf Parawixia dehaani d'Asie et Océanie.

## Liste des espèces
Selon World Spider Catalog (version 21.0, 08/04/2020) :
- Parawixia acapulco Levi, 1992
- Parawixia audax (Blackwall, 1863)
- Parawixia barbacoas Levi, 1992
- Parawixia bistriata (Rengger, 1836)
- Parawixia carimagua (Levi, 1991)
- Parawixia casa Levi, 1992
- Parawixia chubut Levi, 2001
- Parawixia dehaani (Doleschall, 1859)
- Parawixia destricta (O. Pickard-Cambridge, 1889)
- Parawixia divisoria Levi, 1992
- Parawixia guatemalensis (O. Pickard-Cambridge, 1889)
- Parawixia honesta (O. Pickard-Cambridge, 1899)
- Parawixia hoxaea (O. Pickard-Cambridge, 1889)
- Parawixia hypocrita (O. Pickard-Cambridge, 1889)
- Parawixia inopinata Camargo, 1950
- Parawixia kochi (Taczanowski, 1873)
- Parawixia maldonado Levi, 1992
- Parawixia matiapa Levi, 1992
- Parawixia monticola (Keyserling, 1892)
- Parawixia nesophila Chamberlin & Ivie, 1936
- Parawixia ouro Levi, 1992
- Parawixia rigida (O. Pickard-Cambridge, 1889)
- Parawixia rimosa (Keyserling, 1892)
- Parawixia tarapoa Levi, 1992
- Parawixia tomba Levi, 1992
- Parawixia tredecimnotata F. O. Pickard-Cambridge, 1904
- Parawixia undulata (Keyserling, 1892)
- Parawixia velutina (Taczanowski, 1878)

## Publication originale
- F. O. Pickard-Cambridge, 1904 : Arachnida - Araneida and Opiliones. Biologia Centrali-Americana, Zoology. London, vol. 2, p. 465-560 (texte intégral).